# قسم باغلي ماراما الريفي (مقاطعة غنبد كاووس)
قسم باغلي ماراما الريفي (بالفارسية: دهستان باغلی ماراما) هي منطقة ريفية تقع في قسم في إيران. يقدر عدد سكانها بـ 33,148 نسمة .